# Telluride
Telluride település az Amerikai Egyesült Államok Colorado államában, San Miguel megyében, melynek megyeszékhelye is. Lakosainak száma 2607 fő (2020. április 1.).

## Népesség
A település népességének változása:

| 2010 | 2 325 |
| 2020 | 2 607 |